# Stade Moulonguet
Le stade Moulonguet est un stade de football situé à Amiens dans la Somme, dont le club résident est l'Amiens Sporting Club depuis la construction du stade en 1921.

## Histoire

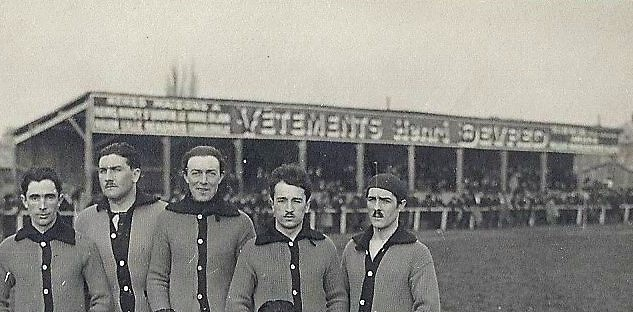
La tribune du stade Moulonguet en février 1923.

L'Amiens Athlétic Club, fondé en 1901, fait construire son premier stade de football en 1909 à l'intérieur du parc de la rue Henri Daussy d'Amiens. Cependant, pendant la Première Guerre mondiale, le stade est réquisitionné par l'armée britannique pour y organiser un service de camouflage, et le club est contraint de déménager sur une pâture. Au sortir de la guerre, le Dr Albert Moulonguet, président de l'Amiens AC, part alors en quête d'un nouveau terrain. Le comité de Picardie de l'USFSA, qui louait des terrains à l'administration des Hospices d'Amiens dans le quartier Henriville de la ville depuis 1912, est dissous en 1920. L'Amiens AC jette alors son dévolu sur ces terrains nouvellement libres, et les loue dès 1920. Le Dr Moulonguet, membre de l'administration des Hospices, se charge de la transaction.
En octobre 1921, une tribune couverte de 500 places assises est érigée, puis le 4 décembre, le stade de la rue Louis Thuillier est inauguré lors d'un match de Coupe de France que l'Amiens AC remporte face à l'AS française deux buts à un,. Le stade est ensuite rebaptisé stade Moulonguet en 1931, en hommage au Dr Moulonguet qui quitte la présidence du club la même année en raison de son âge avancé. L'Amiens AC dispute dans ce stade ses premiers matches professionnels en 1933 à l'occasion du championnat de Division 2.
La capacité du stade est ensuite portée au cours des décennies à 1 700 places assises. Dans les années 1990, le stade devient trop vieux et trop petit pour un club qui évolue régulièrement en Division 2. En 1999, l'Amiens SC se fait alors construire un nouveau stade, le stade de la Licorne, et quitte donc le stade Moulonguet. Le stade, dans un état de délabrement avancé, accueille désormais les matches à domicile de l'équipe réserve.
L'équipe première de l'Amiens SC fait son retour dans son ancien antre le 27 février 2016 à l'occasion de la réception de l'US Orléans dans le cadre du championnat de National. Ce retour a été rendu nécessaire du fait des travaux lancés au stade de la Licorne. Ces travaux sont le résultat de l'état de dégradation de la toiture de ce stade car certaines plaques de verre qui la composent menaçaient de tomber sur les tribunes.
À partir de la saison 2017-2018, le RC Amiens évolue au stade Moulonguet. Il y cohabite avec la réserve de l'Amiens SC, non sans difficulté. La cohabitation dure jusqu'en 2020; puis en 2020-2021, c'est l'AC Amiens qui évolue exceptionnellement au stade, à la suite des travaux menés dans son stade habituel.

## Structures et équipements

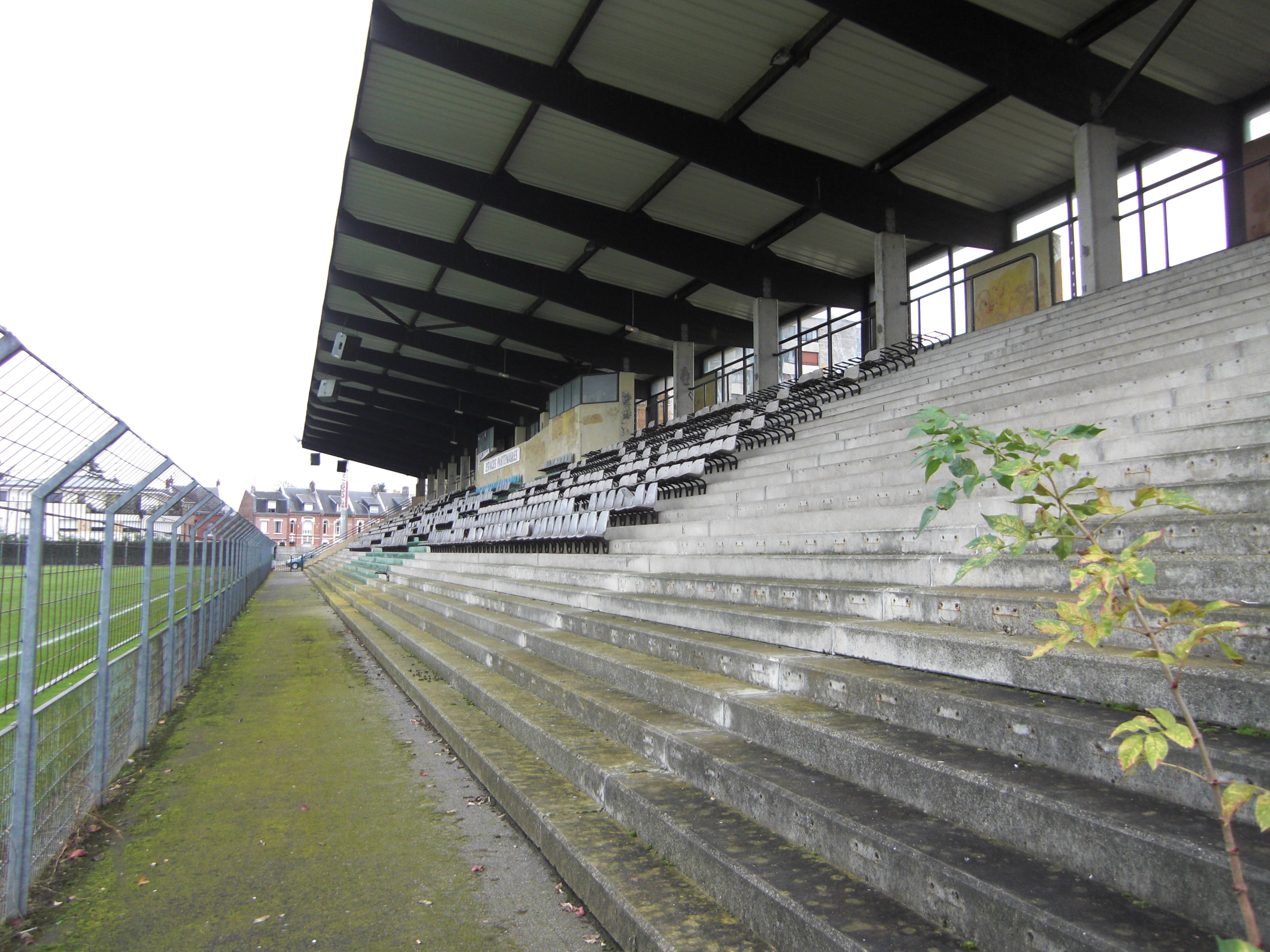
Le stade en 2012
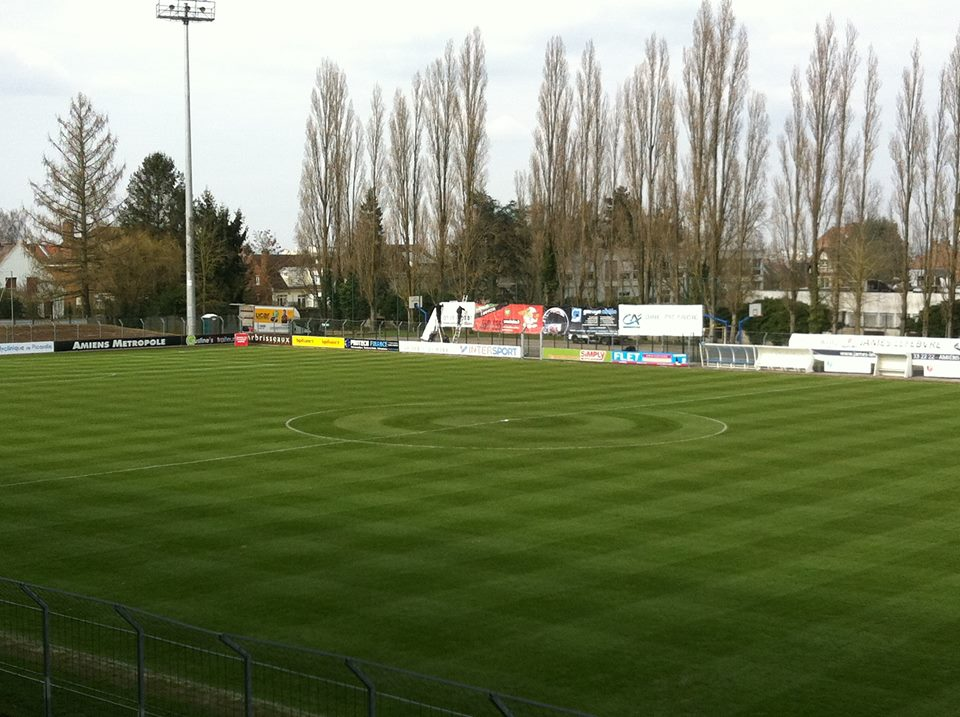
Vue du stade en 2016
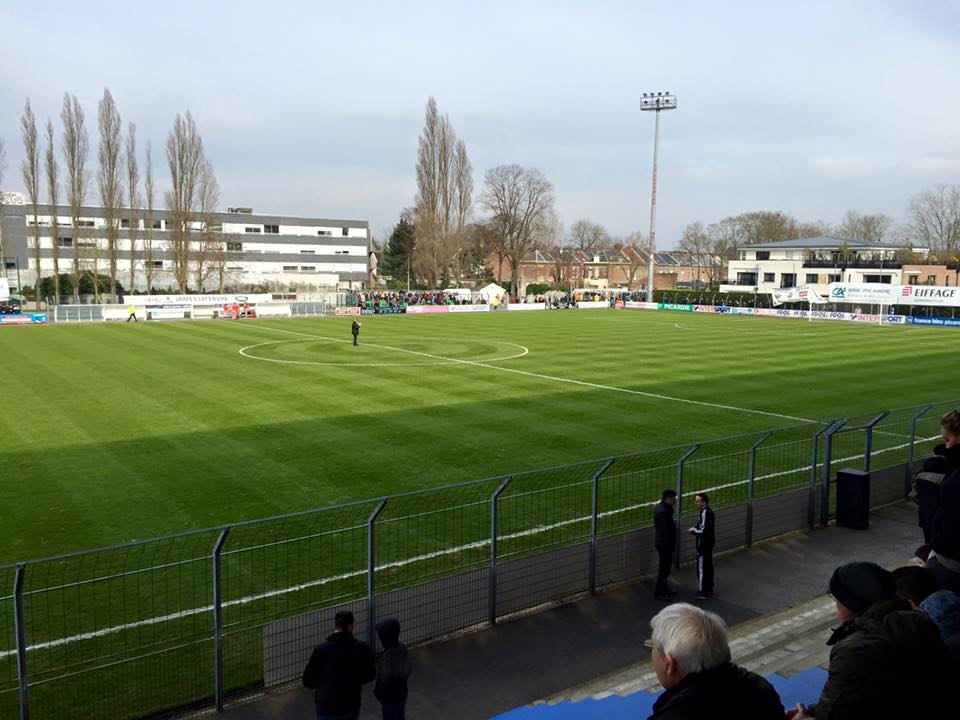
Vue du stade en 2016
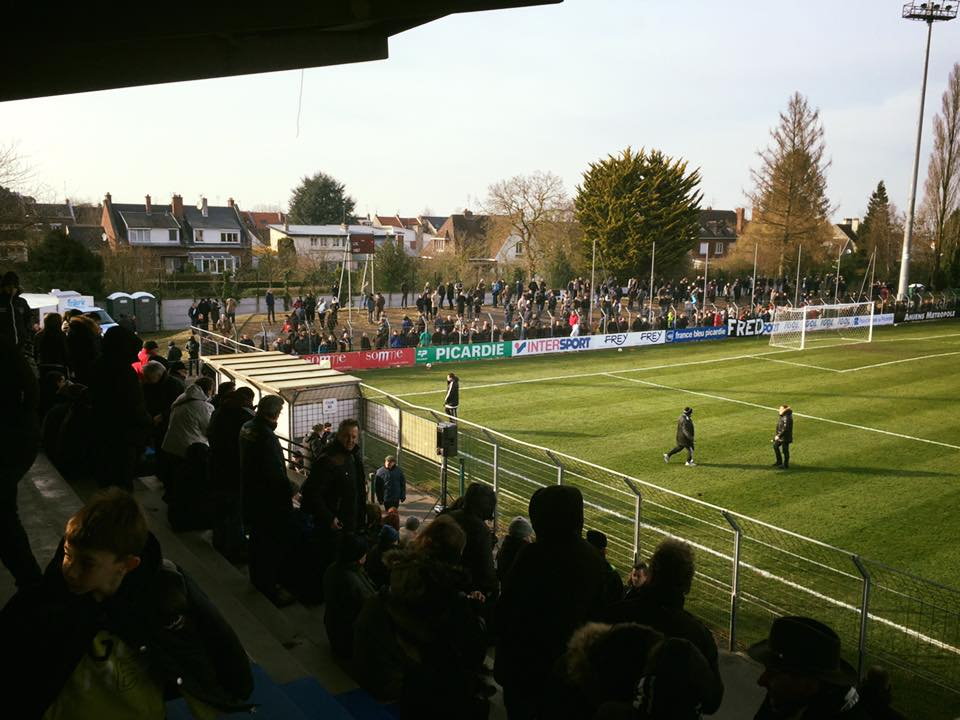
Vue du stade en 2016
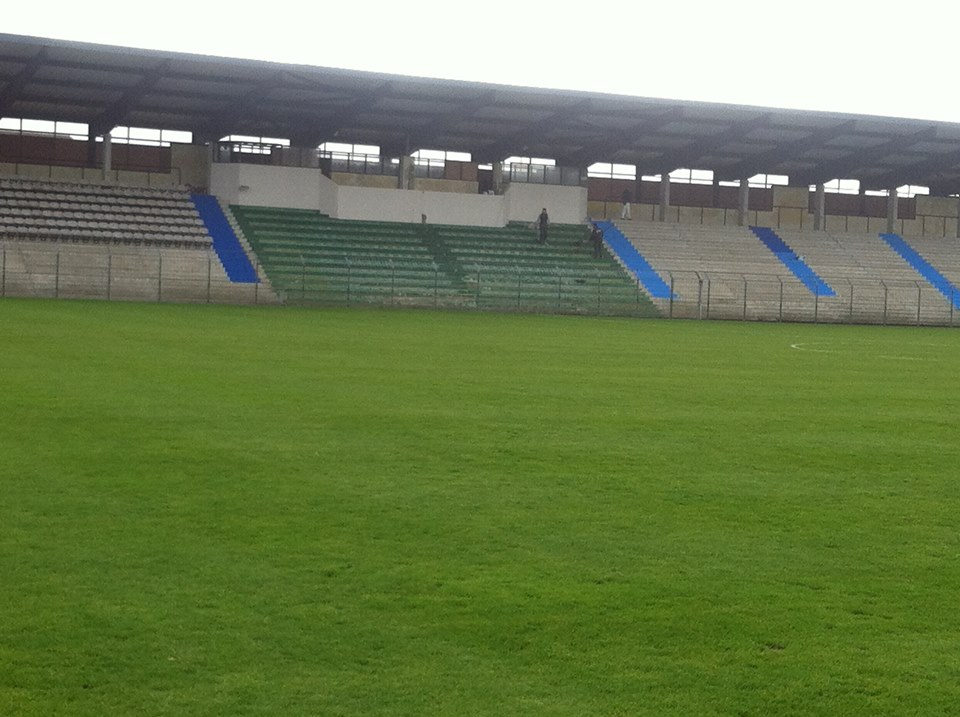
Vue du stade en 2016
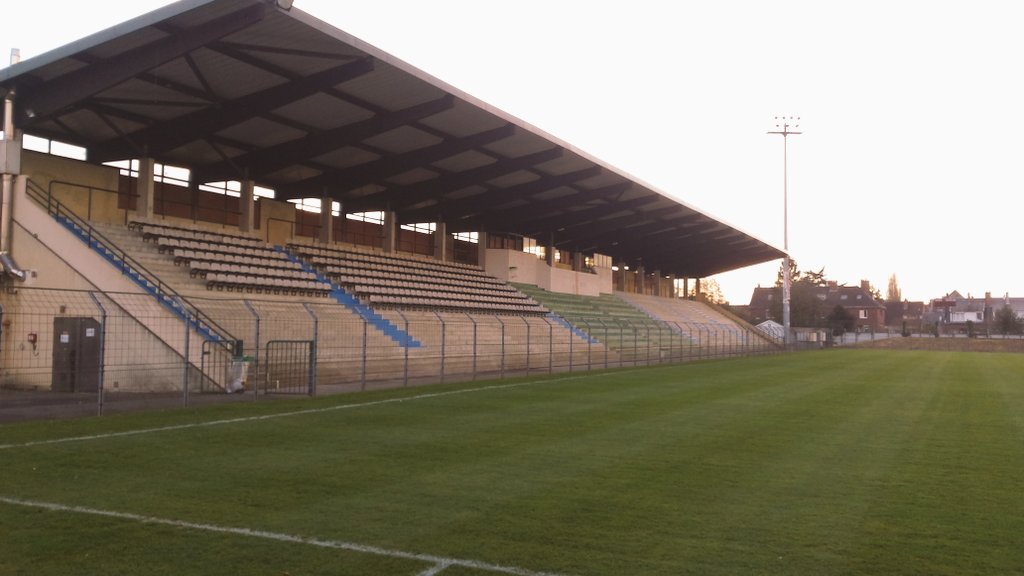
Le stade en 2016

## Affluences
Entre 1922 et 1924, l'Amiens AC attire au stade Moulonguet entre 1 000 et 2 000 personnes par match. Puis, à la suite de son titre de champion du Nord en 1924, ces chiffres oscillent entre 2 000 et 5 000, et ce jusqu'à la chute de la section professionnelle du club en 1937, avec des pointes à 7 000 spectateurs, comme lors du match contre le FC Rouen en février 1936.
Une fois l'équipe professionnelle disparue, le stade Moulouguet n'accueille plus qu'entre 300 et 500 fidèles, mais une fois la section professionnelle retrouvée en 1945, il enregistre de nouveaux des affluences de 3 000 à 4 000 spectateurs. Entre 1952 et 1991, sur la nouvelle période amateur du club, les affluences se stabilisent autour des 3 000 spectateurs en Division 2, et vers les 2 000 spectateurs quand le club évolue à l'échelon inférieur.